# 트랜실베이니아 대학교
트랜실베이니아 대학교(영어: Transylvania University)은 미국의 켄터키주 렉싱턴에 위치한 사립대학이다.
1780년에 설립 되었으며, 켄터키주에 설립된 최초의 대학인 동시에 미국에서 가장 오래된 대학 중 하나이다.
공학 이중학위 프로그램을 비롯한 36개의 주요 프로그램이 있고, 미국 남부 대학 협회(Southern Association of Colleges and Schools)의 인증을 받았다.
트란실바니아의 이름은 라틴어로 "숲 속 맞은편의"이라는 뜻으로, 학교의 위치가 숲으로 뒤덮인 버지니아 지역의 트란실바니아 식민지에 있었던 것으로부터 유래하였다. 트란실바니아 지역은 1792년에 버니지니아주에서 켄터키주로 편입된다.